# Contraindicació de la llet per al consum humà adult

## Introducció[1]

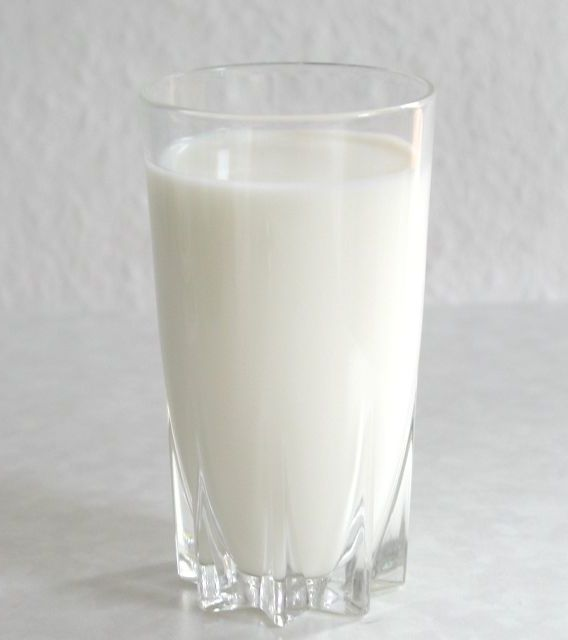
Tassó de llet.

La llet ha estat un aliment molt controvertit quan s'ingereix en l'edat adulta, hi ha molta gent que opina que és un aliment nutritiu i vital per als ossos i altres en comenten que pot ser el culpable de desenvolupar càncer, entre altres malalties.

#### Per què bevem la llet?
La llet és la base de la nostra alimentació (i d'altres animals) des del naixement quan el sistema digestiu encara no és del tot madur.
És un aliment energètic, aquest ens ajuda a créixer. La llet és un aliment que conté gran quantitat de grasses, proteïnes, vitamines i minerals (com fòsfor i potassi) i té el seu propi sucre (Lactosa, composta de glucosa i galactosa).
La llet serveix per passar anticossos al recent nat. Després d'un temps el recent nat atura de beure la llet materna i segueix una dieta normal.
Això va passar fins fa uns 11000 anys (9000 aC al Neolític), quan domesticaren animals productors de llet com les vaques.
Una vegada que el consum de la llet va provocar més supervivència va sorgir un gen que permet a l'humà veure la llet en l'edat adulta. La producció de la Lactasa (enzim que permet desfer la lactosa i poder digerir-la) s'atura quan ens feim grans en cas de no tenir la modificació genètica anteriorment comentada. Un 65% de la població és intolerant a la lactosa, ja que no posseeix aquest gen. Aquest percentatge no es distribueix de manera uniforme al llarg del món. A l'est de la Xina quasi un 90% és intolerant.

## És realment dolenta?[10]
Hi ha molta gent que comenta que la llet pot provocar càncers i altres complicacions a la salut.
Però realment no hi ha contraindicacions en el consum de la llet en l'edat adulta, menys en la gent intolerant a la lactosa.
La llet és una molt bona font de proteïnes i de calci.
Existeix una teoria que comenta com el consum de llet després de la menopausa podria provocar el desenvolupament de càncer de mama. A més del desenvolupament de càncer de còlon i pròstata. Però per poder-ho afirmar necessitaríem més estudis, i estudis més recents.
A més, la llet conté un àcid que podria ajudar a combatre el càncer de còlon.
També es comenta que podria augmentar de colesterol en sang, però això també és un dels mites que han sorgit al voltant de la llet.
Tot i que hi ha molt de mites i informació sobre els possibles efectes negatius entorn de la llet, no hi ha estudis científics suficients o estudis que hi trobin relació, amb això es pot dir que la llet es pot consumir sense cap problema (sempre que no en preguis de manera excessiva).

## Alternatives a la llet
Tot i això, sempre podem trobar altres alternatives a la llet de vaca o altres llets d'origen animal.

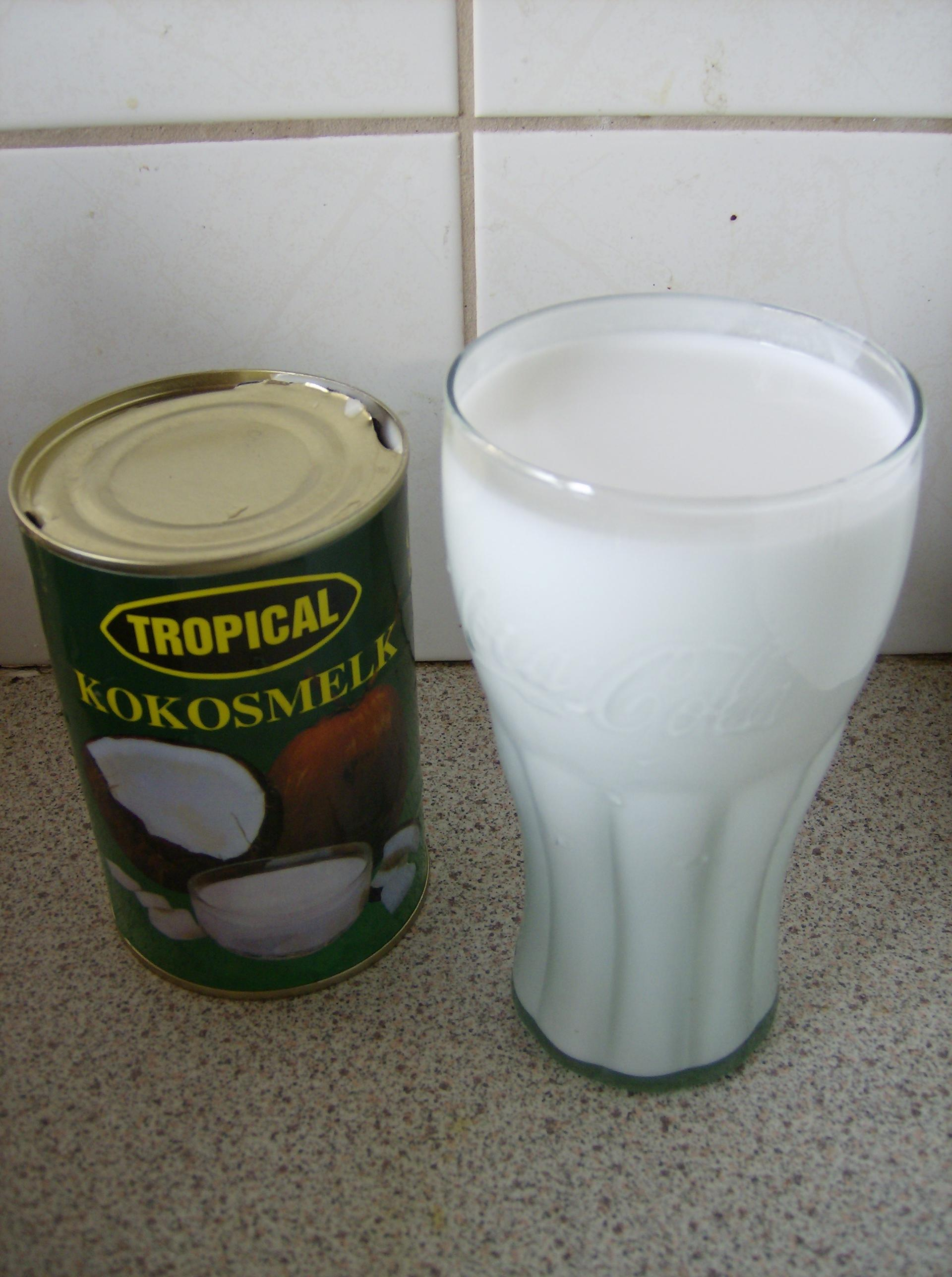
Exemple de llet vegetal com a alternativa a la llet d'origen animal. (En aquest cas: Llet de cocó, d'un color similar a la llet, però amb un gust diferent).

Aquí entren en funció les llets d'origen vegetal, les quals són opcions veganes i són unes opcions per combatre el canvi climàtic, recordem que la indústria de la llet provoca moltes emissions de CO₂ a més de maltractar a les vaques o els animals productors de llet.
Hi trobem les següents:
- La llet d'ametlla.
- La llet d'anacards.
- Llet de cocó.
- Llet de civada.
- Llet d'espelta.
- Llet d'arròs.
- Llet de soja (aquesta és l'única llet que en proteïnes i en valor nutricional que iguala a la llet de vaca, a les altres s'han d'enriquir artificialment per arribar-hi).[19]
- Llet de cànem.
- Llet de nou de macadàmia.
- Llet d'avellana.

Els avantatges de les llets vegetals són bastant elevades, com: menys calories, font de grasses com (omega-3...) amb beneficis per la salut i una digestió fàcil. Aquestes són lliures de colesterol i lactosa a més de gran contingut de vitamines (vitamines del grup B) i una bona relació entre el potassi i el sodi.

### Llet alternativa?
En un futur una altra alternativa a la llet podria ser la llet sintètica. Alguns emprenedors estan fabricant llet artificial que conté uns valors nutricionals i una quantitat de vitamines, grasses, proteïnes, minerals... molt similars o idèntiques a la llet, cosa que el feria una de les millors alternatives. Això seria capaç gràcies a la fermentació d'un bacteri modificada genèticament.
Aquesta llet fabricada als laboratoris podria ser convertida en productes derivats de la llet com el formatge o el iogurt (tot i això, el seu ús podria anar més enllà, com per exemple podria ser emprat com a font de llet en pols), qualitat que les llets vegetals no poden fer, ja que no tenen caseïna ni proteïna de sèrum (que caracteritzen el gust i textura dels formatges). A més d'aquestes característiques, en tòria, aquesta llet tindria un gust similar o quasi idèntic a la llet de vaca, cosa on les llets vegetals fallen.
Aquesta llet alternativa tampoc presentaria lactosa i seria una alternativa més sostenible mediambientalment.